# 聖誕與新年季

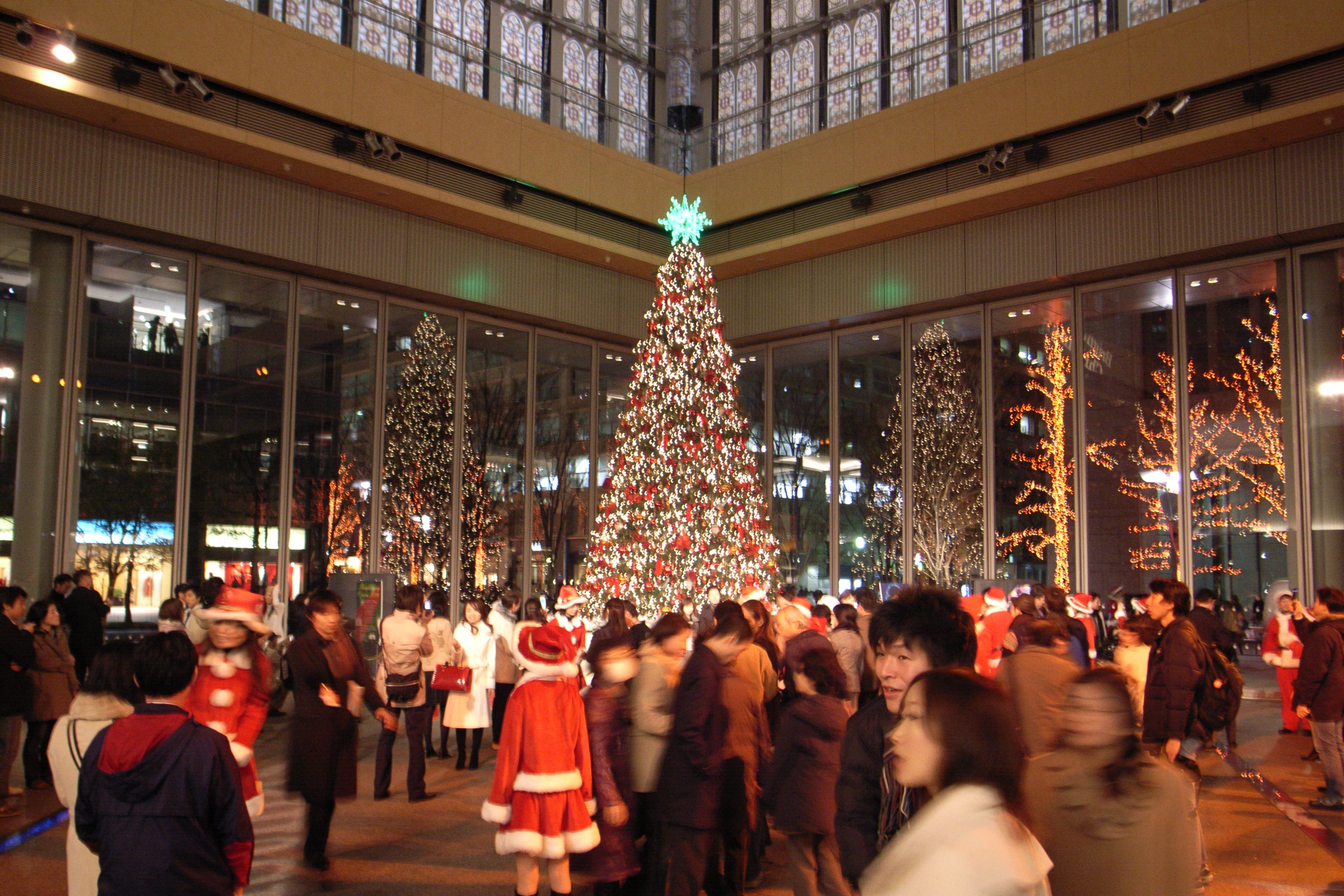
聖誕與新年季

聖誕與新年季是每年11月或12月持续到次年1月初的一段时期。聖誕與新年季橫跨圣诞节和元旦，这段时间各地會舉辦各种庆祝活动，同時零售業銷量也會暴增。